# Mường Hoa
Mường Hoa là một xã thuộc thị xã Sa Pa, tỉnh Lào Cai, Việt Nam.

## Địa lý
Xã Mường Hoa nằm ở trung tâm thị xã Sa Pa, có vị trí địa lý:
- Phía đông giáp xã Thanh Bình
- Phía tây giáp các phường Sa Pả, Sa Pa và Cầu Mây
- Phía nam giáp các xã Tả Van và Bản Hồ
- Phía bắc giáp phường Sa Pả và thành phố Lào Cai.

Xã có diện tích 18,12 km², dân số năm 2018 là 5.344 người, mật độ dân số đạt 295 người/km².

## Hành chính
Xã Mường Hoa được chia thành 8 thôn: Bản Pho, Hang Đá, Hầu Chư Ngài, Hòa Sử Pán I, Hòa Sử Pán II, Thào Hồng Dến, Vạn Dền Sử I, Vạn Dền Sử II.

## Lịch sử
Địa bàn xã Mường Hoa trước đây là hai xã Hầu Thào và Sử Pán thuộc huyện Sa Pa.
Trước khi sáp nhập, xã Hầu Thào có diện tích 8,81 km², dân số là 2.932 người; xã Sử Pán có diện tích 9,31 km², dân số là 2.412 người.
Ngày 11 tháng 9 năm 2019, Ủy ban Thường vụ Quốc hội ban hành Nghị quyết 767/NQ-UBTVQH14 (nghị quyết có hiệu lực từ ngày 1 tháng 1 năm 2020). Theo đó:
- Thành lập thị xã Sa Pa trên cơ sở toàn bộ diện tích và dân số của huyện Sa Pa
- Thành lập xã Mường Hoa thuộc thị xã Sa Pa trên cơ sở sáp nhập toàn bộ diện tích và dân số của xã Hầu Thào và xã Sử Pán.